# Легебрух
Легебрух (њем. Leegebruch) општина је у њемачкој савезној држави Бранденбург. Једно је од 19 општинских средишта округа Оберхафел. Према процјени из 2010. у општини је живјело 6.701 становника. Посједује регионалну шифру (AGS) 12065180.

## Географски и демографски подаци
Легебрух се налази у савезној држави Бранденбург у округу Оберхафел. Општина се налази на надморској висини од 33 метра. Површина општине износи 6,4 km². У самом мјесту је, према процјени из 2010. године, живјело 6.701 становника. Просјечна густина становништва износи 1.041 становника/km².